# Barrière anti-lapins

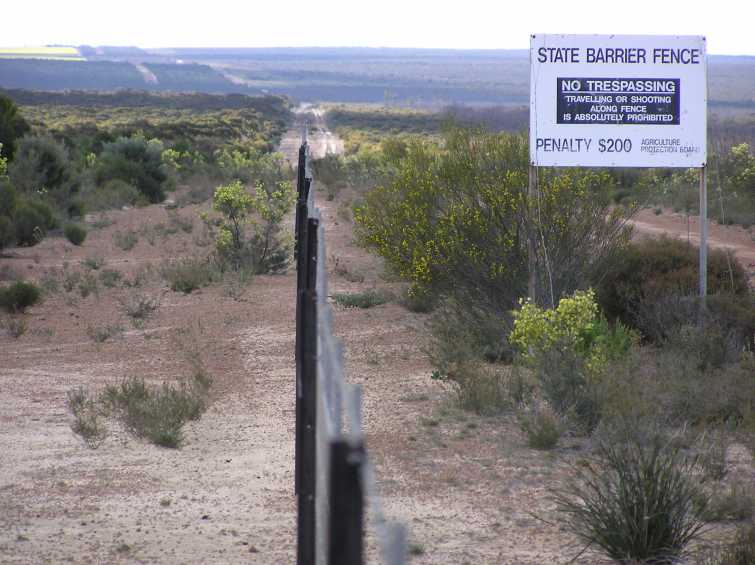
La barrière anti-lapins en 2005.

La Barrière de l'État d'Australie-Occidentale (en anglais : State Barrier Fence of Western Australia) ou Barrière anti-lapins (en anglais : Rabbit-proof fence) est une clôture grillagée construite entre 1901 et 1907, afin de garder les lapins et d'autres ravageurs agricoles à l'est, en dehors des zones pastorales de l'Australie-Occidentale.

## Histoire
Les lapins sont introduits en Australie par la première flotte de colons en 1788, mais ils deviennent problématiques après octobre 1859, lorsque Thomas Austin relâche 24 lapins sauvages d'Angleterre à des fins de chasse, estimant que « Quelques lapins pourraient faire peu de dégâts et donner un peu de réconfort, en plus d'être un endroit pour chasser »,.
En 1887, les pertes liées aux dégâts causés par les lapins obligent le gouvernement de Nouvelle-Galles du Sud à offrir une récompense de 25 000 £ pour « toute méthode pour l'extermination effective des lapins ».

## Construction

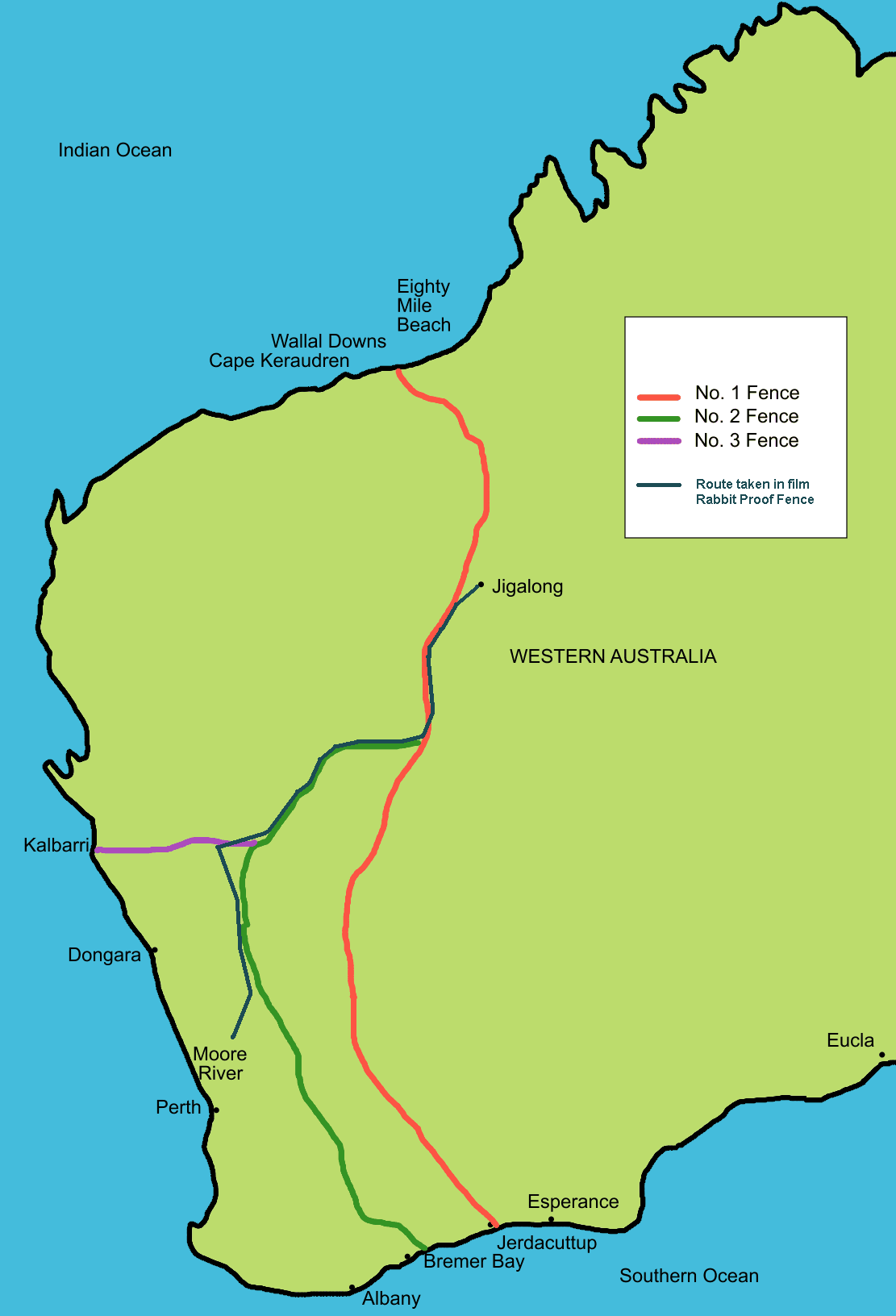
Carte des différentes barrières.

La clôture est construite avec divers matériaux, en fonction du climat local et de la disponibilité du bois. Au début, les piquets de clôture sont réalisés en eucalyptus (Eucalyptus salmonophloia (en) et Eucalyptus salubris (en)), mais ceux-ci attirent les termites (connus localement sous le nom de fourmis blanches) et doivent être remplacés. Les autres bois utilisés sont le mulga, le wodjil, le pin et l'arbre à thé, selon ce qui se trouve à proximité de l'endroit où la clôture doit être construite. Des poteaux en fer sont utilisés là où il n'y a pas de bois. La plupart des matériaux sont transportés à des centaines de kilomètres des rails et des ports par des troupeaux de taureaux, de mules et de chameaux.

## Dans la culture populaire
Un livre intitulé « Follow the rabbit Proof Fence », écrit par Doris Pilkington Garimara, publié en 1996, raconte l'histoire des enfants aborigènes qui réussissent à s'échapper du camp où ils sont emmenés de force en suivant cette barrière. Le film Le Chemin de la Liberté est inspiré du livre,.